# Bojan Drobež (album)
Bojan Drobež je debitantski studijski album slovenskega kitarista Bojana Drobeža. Izdan je bil leta 1981 pri PGP RTB. Album velja za prvo izdajo v Jugoslaviji, na katerem je bila uporabljena tehnika igranja kitare "fingerpicking".

## Seznam pesmi
Vse pesmi je napisal Bojan Drobež.
Stran ena
| Št. | Naslov              | Dolžina |
| --- | ------------------- | ------- |
| 1.  | „Avtostop‟          | 2:35    |
| 2.  | „V korak s korakom‟ | 2:21    |
| 3.  | „Somrak‟            | 2:23    |
| 4.  | „Divji kostanj‟     | 2:25    |
| 5.  | „Barje‟             | 2:37    |
| 6.  | „Ravno prav zeleno‟ | 1:53    |

Stran dve
| Št. | Naslov            | Dolžina |
| --- | ----------------- | ------- |
| 1.  | „Jelenova pot‟    | 2:15    |
| 2.  | „Oje‟             | 1:56    |
| 3.  | „Srce je umrlo‟   | 2:21    |
| 4.  | „Kljub vsemu‟     | 2:14    |
| 5.  | „Hitre hoje polž‟ | 2:11    |
| 6.  | „Skriti vtisi‟    | 3:36    |
| 7.  | „Od konca naprej‟ | 1:19    |

## Zasedba
- Bojan Drobež — kitara
- Tadej Tozon — oblikovanje
- Stane Jerko — fotografija
- Mirzo Džumhur — fotografija na zadnji strani
- Matevž Smerkol — produkcija
- Neven Smolčič — snemanje
- Ciril Kraševec — asistent snemalca